# Eligiusz Niewiadomski
Eligiusz Niewiadomski (Varsovia, 1 de diciembre de 1869 - Varsovia, 31 de enero de 1923) fue un pintor modernista y crítico de arte polaco. Asesinó de un disparo al primer presidente de Polonia, Gabriel Narutowicz, el 16 de diciembre de 1922, en la galería de arte Zachęta; fue condenado a muerte y ejecutado, siendo enterrado en el cementerio Powązki de Varsovia.
- Datos: Q983807
- Multimedia: Eligiusz Niewiadomski / Q983807